# Litvínov
Litvínov là một thị trấn thuộc huyện Most, vùng Ústecký, Cộng hòa Séc.